# Ophioglossolambis violacea
Ophioglossolambis violacea е вид коремоного от семейство Strombidae.

## Разпространение
Видът е разпространен в Мавриций.